# Abano (Wewnętrzna Kartlia)
Abano – wieś w Gruzji, w regionie Wewnętrzna Kartlia. W 2014 roku liczyła 239 mieszkańców.